# Expeditions: Conquistador
Expeditions: Conquistador ist ein rundenbasiertes Strategie-Rollenspiel, das vom dänischen Entwicklerstudio Logic Artists entwickelt und durch bitComposer für Windows, macOS und Linux am 30. Mai 2013 weltweit digital veröffentlicht wurde. Der Spieler nimmt die Rolle eines spanischen Konquistadors ein, der eine Expedition nach Hispaniola und Mexiko zwischen 1518 und 1520 unternimmt. Das Spiel beinhaltet Ressourcenmanagement, eine verzweigende Handlung und Elemente der Interactive Fiction. Expeditions: Conquistador wurde zu Teilen über die Crowdfunding-Plattform Kickstarter finanziert.

## Spielmechanik
Expeditions: Conquistador spielt während des Zeitalters der Entdeckungen. Das Ziel des Spielers ist eine Expedition auf Hispaniola und in Mexiko durchzuführen, mit der Hoffnung auf Gold und Einfluss, während eine starke Expeditionsgruppe aufgebaut und unterhalten werden muss. Während der Expedition kann das Schicksal der erforschten Länder mitbestimmt werden, was die Abkehr von echten historischen Ereignissen zulässt.
Der Spielercharakter selbst nimmt nicht an Kämpfen teil und hat fünf Fertigkeitskategorien: Taktiken, Diplomatie, Heilung, Jagd und Führung. Diese Statistiken werden während der Charaktererstellung festgelegt und können im Verlauf des Spiels nicht ansteigen, wobei Ereignisse im Spiel und Boni von Expeditionsmitgliedern diese beeinflussen können. Die Fertigkeitspunkte erlauben unterschiedliche Dialogoptionen, beeinflussen unterschiedliche Aspekte des Ressourcenmanagements und erlauben dem Spiel die Startbedingungen vor Kämpfen zu ändern. Zu Beginn des Spiels muss die Expeditionsgruppe aus vordefinierten Charakteren zusammengestellt werden. Dazu zählen fünf spanische Charakterklassen, die jeder einem typischen Rollenspielarchetyp entspricht: Soldat (Tank), Kundschafter (Damage Dealer), Jäger (Fernkämpfer), Doktor (Heiler) und Gelehrter (Supporter). Zu den fünf spanischen Klassen besitzt das Spiel sechs einheimische Klassen, die während des Spiels rekrutiert werden können. Alle Charakterklassen haben unterschiedlich stark ausgeprägte Fertigkeitskategorien und jeder Charakter besitzt spezielle Eigenschaften. Die Expeditionsgruppe hat einen Vorrat von Erfahrungspunkten, um die Fähigkeiten der unterschiedlichen Charaktere zu verbessern und neue Eigenschaften freizuschalten.
Das Spiel beinhaltet text- und dialoggesteuerte Quests mit verzweigenden Handlungspfaden. Die Kämpfe sind rundenbasiert und finden auf einem Sechseckraster statt. Es können gewöhnlich bis zu sechs Gruppenmitglieder der Expedition für einen Kampf ausgewählt werden.

## Entwicklung
Das Spiel wurde vom dänischen Studio Logic Artists in Kopenhagen entwickelt. Zum Team gehörten etwa acht bis zehn Vollzeitentwickler sowie weitere freie Mitarbeiter und Praktikanten. Expeditions: Conquistador basiert auf einem Universitätsprojekt, dass das Ziel hatte eine Demo für eine Zielgruppe zu erstellen, die nur eine Person umfasst. Die XNA-Demo entstand in drei Wochen, war rundenbasiert und in 2D. Aus der Demo wurde das Windows-Phone-7-Spiel Conquistador über zwei Monate entwickelt. Expeditions: Conquistador wurde ab April 2012 von Grund auf als ein rundenbasiertes 3D-Strategie-Rollenspiel neu entwickelt. Der deutsche Publisher bitComposer veröffentlichte das Spiel digital am 30. Mai 2013. Im Oktober desselben Jahres folgte durch F+F Distribution eine DVD-Version für Windows.
Nach Entwickleraussagen war Jon Van Caneghems King’s Bounty (1990) der größte Einfluss auf die Struktur des Spiels. Die Kämpfe sind inspiriert von der Heroes-of-Might-and-Magic-Reihe (seit 1995), den ersten beiden Fallout-Teilen (1997, 1998) und Dungeons & Dragons, während das Truppenmanagement Anleihen von Tom Clancy’s Rainbow Six (seit 1998) und X-COM (seit 1994) besitzt.
Ziel bei der Entwicklung war es, im Zentrum der Spielmechanik und der Handlung die Erkundung zu stellen. Das Zeitalter der Entdeckungen fanden sie hierfür am passendsten, da die Kolonisation Amerikas durch Spanien in Computerspiel wenig bis kaum genutzt wurde und die historische Zeit reich an Konflikt und narrativem Potential war. Sie entschieden sich für die spanische Perspektive, da die in ihren Augen spannender, philosophisch komplexer und frischer war als die englische Perspektive.
Im August und September 2012 führte Logic Artists eine Crowdfunding-Kampagne bei Kickstarter.com durch, um Teile der Produktionskosten zu finanzieren. Das Projekt setzte sich 70.000 US-Dollar als Ziel und erhielt letztendlich 77.247 US-Dollar.

## Rezeption
Expeditions: Conquistador erhielt überwiegend positive Kritiken. Beim Bewertungsaggregator Metacritic besitzt das Spiel einen Metascore von 77/100, basierend auf 22 Kritiken. Bei GameRankings hat das Spiel eine Wertung von 81,25 %, basierend auf acht Kritiken.
Patrick Hancock von Destructoid fand das Spiel „exzellent“ geschrieben, genau wie das Kampfsystem, kritisierte jedoch den zu hohen Schwierigkeitsgrad. Benjamin Schmädig von 4Players lobte die „glaubwürdige Dynamik“ des Spiels, die an vielen Stellen zum Vorschein kommt. Er bemängelte jedoch die nicht weitreichend genug gehenden Entscheidungen und die zu leichten Kämpfe. Auch Frank Erik Walter von Eurogamer war positiv angetan von Expeditions: Conquistador, insbesondere von der „[charmanten] Mixtur aus interessanter Handlung, Erforschung der Weltkarte, Management [der] Leute im Lager und nicht zuletzt [dem] Strategiepart.“

## Nachfolger
Im Mai 2015 gab Logic Artists die Entwicklung am Nachfolger Expeditions: Viking bekannt. Das Spiel, welches den Einfall der Wikinger auf die Britischen Inseln im 8. Jahrhundert (Wikingerzeit) behandelt, erschien am 27. April 2017 für Windows.
Mit Expeditions: Rome erschien am 20. Januar 2022 der dritte Teil der Reihe. Im Stil der Vorgänger übernimmt der Spieler in einem alternativen Geschichtsverlauf die Rolle eines römischen Patriziers und ersetzt damit den historischen Gaius Julius Cäsar.